# タスティン海兵隊航空基地
タスティン海兵隊航空基地（タスティンかいへいたいこうくうきち、英語: Marine Corps Air Station Tustin 、以下「タスティン基地」) は、カリフォルニア州タスティンに所在するアメリカ海兵隊の元航空基地である。

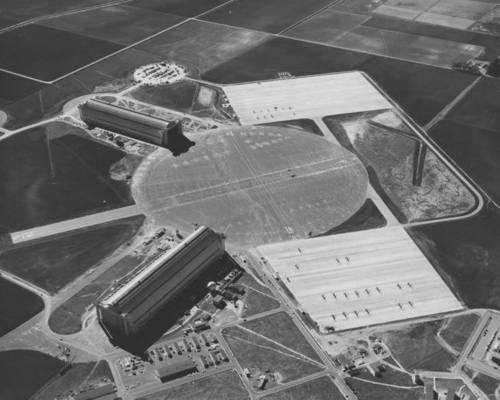
上空から（1962年）

## 歴史
タスティン基地は、1942年にサンタアナ海軍飛行船基地(Naval Lighter-Than-Air Station Santa Ana、以下「NLTASサンタアナ」)として創設された。それは第二次世界大戦中、アメリカ海軍が行った海岸線警備を支援するための飛行船の基地であった。NLTASサンタアナは1949年、退役となった。1951年、施設は 朝鮮戦争をサポートするため、サンタアナ海兵隊航空施設(Marine Corps Air Facility Santa Ana)として現役に復帰した。これはアメリカ初のヘリコプター作戦専用に整備された施設だった。1979年、現在名である「タスティン海兵隊航空基地」に改称された。
ベトナム戦争中、基地はレーダー装置の現状テスト(on-going testing)のセンターであり、装置を組立て、試験し、分解し、そしてベトナムへ輸送していた。またヘリコプター・パイロットの訓練施設でもあった。
1990年代初頭までタスティン基地は太平洋岸におけるヘリコプター(海兵隊)航法支援およびレーダーの主要センターだった。その主目的は基地を利用している第3海兵航空団と他の4部隊に支援サービスと物資を提供することだった。かつては、およそ4,500人の居住者が基地で暮らしていた。基地は5,000人近くの軍人と民間人を雇用していた。軍事支援の提供に加え、タスティン基地は敷地の内2.1平方キロメートルを商品作物を生産する農家にリースしていた。長年にわたり農地が基地を取り囲んでいた。しかし1980年代初頭、タスティン基地に隣接して地域の軽工業エリアが開発された。
1991年(1993年に再度)、Base Realignment and Closure Act (1990年)に基づいて、タスティン基地の閉鎖が発表された。運用上の閉鎖は1999年7月に行われた。しかし1号格納庫(北格納庫)は商業用飛行船の保管、修繕センターとしてなお使われ続けた。およそ6.5平方キロメートルの内、5.2平方キロメートル(ひとまとめにして「タスティン・レガシー」と呼ばれる)は居住区域、商業区域、教育区域、公共レクリエーションおよびオープンスペースの複合として活用するために、タスティン市、民間デベロッパーおよび公共機関に譲渡された。残りの1.2平方キロメートル余りは将来、環境浄化目的で利用することが決定済みであり、他の政府機関、タスティン市および公共機関に譲渡される予定である。
1993年、飛行船格納庫(blimp hangars)はアメリカ土木学会(ASCE)によって国内歴史的土木工学ランドマークに認定された。格納庫の1つを軍事博物館とすることに関して交渉が続けられている。
基地の跡地には現在、オレンジ郡保安局(Orange County Sheriff's Department)の警察学校本部が置かれている。元基地の多くは住宅へと変貌した。
ワールドワイド・エアロス・コープ(Worldwide Aeros Corp: 「エアロス社」)は2013年、国防総省およびNASAから得た契約の下、歴史的な格納庫の1つを輸送用飛行船(cargo blimp)のプロトタイプ建造に利用した。2013年10月、屋根の一部が崩落し、飛行船プロトタイプを損傷した。
2023年11月7日、1号格納庫で火災が発生し建物は全焼した。火は5日間燃え続けた。2号格納庫は無事だった。格納庫にはアスベストや鉛など有害物質が使われていたため、基地の周辺住民の健康被害が懸念されている。

## 将来
現在進行中の計画は元基地の敷地34.2ヘクタールを公園に転換するものである。2013年はOC Parksが地域住民からの要望を集約し施設の特徴とレイアウトを決定する段階だった。OC Parksが行なった調査によって格納庫の保存状態が懸念事項になった。2号格納庫(南格納庫)の使い道は未定である。
報道によると、タスティン市はロサンゼルス・エンゼルス・オブ・アナハイムの幹部と会合を持った。これは2016年から2019年の期間、アナハイム市と結んでいるエンゼル・スタジアム・オブ・アナハイムのリース契約に関して、チーム側に契約解除権が与えられているため、タスティン基地跡をチームの新スタジアム建設の候補地とする提案が行われたものである。

## ギャラリー

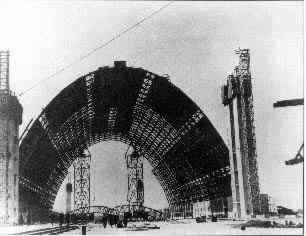
建設中の1号格納庫、1942年
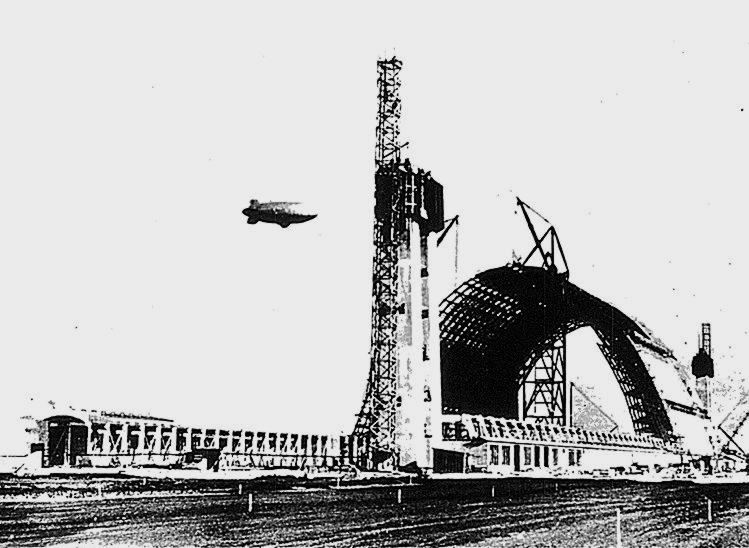
建設中の1号格納庫　別アングル
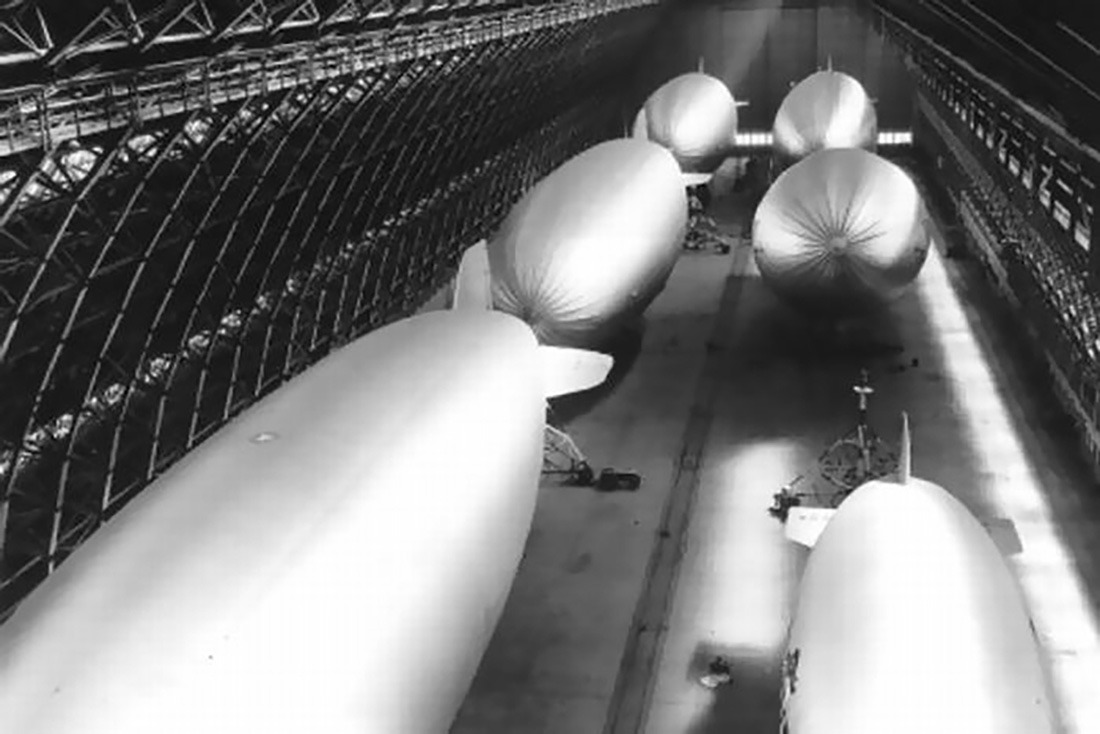
タスティン基地の2つある格納庫の1つでヘリウムを充填した6隻の軟式飛行船を格納できた。 日付不詳
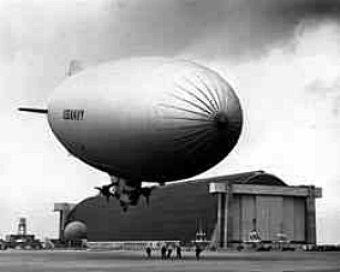
海軍軟式飛行船(型式不詳)、1943年撮影。飛行船巨大格納庫前
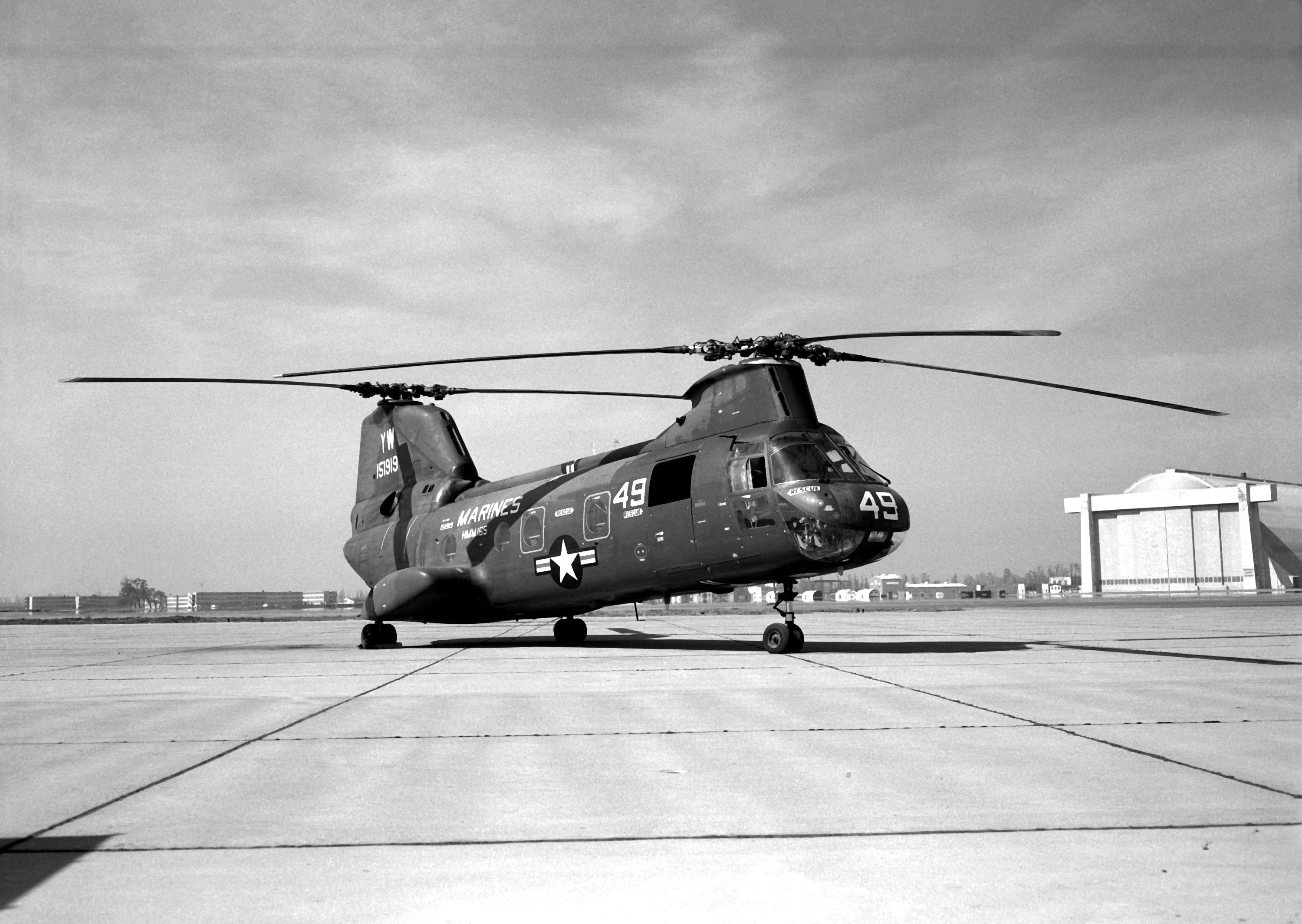
1966年3月 HMM-165（英語版）より飛来したCH-46A シーナイトヘリコプター。背後はタスティン基地の飛行船巨大格納庫
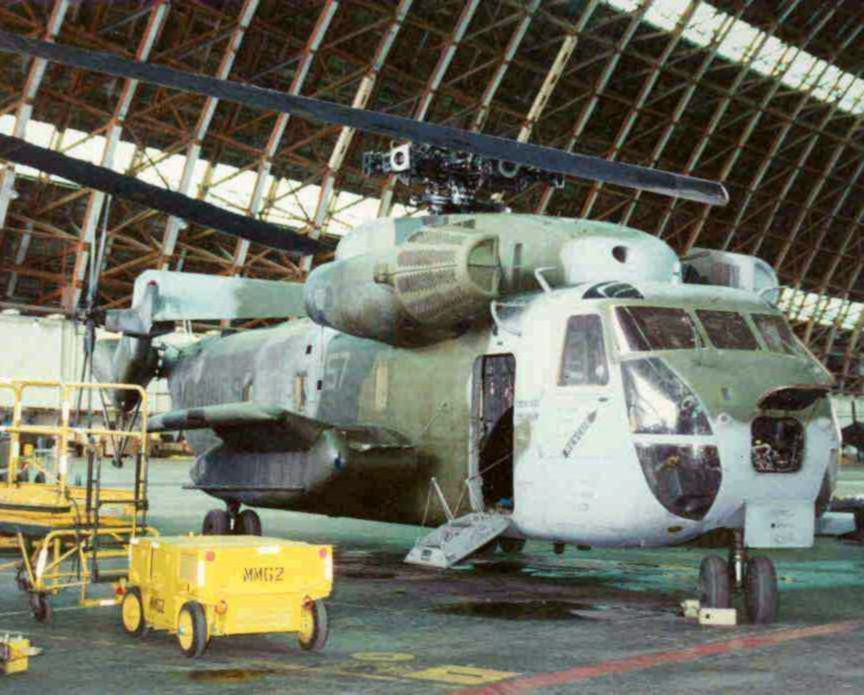
USMC所属CH-53D シースタリオンヘリコプター。タスティン基地の超大型飛行船格納庫の中で整備されている。時期不詳
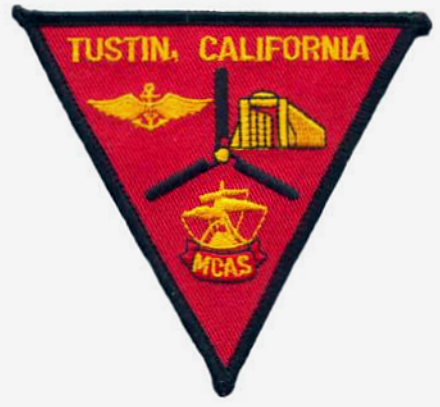
タスティン海兵隊航空基地の記章